# Cyathea mettenii
Cyathea mettenii là một loài dương xỉ trong họ Cyatheaceae. Loài này được H. Karst. mô tả khoa học đầu tiên..
Danh pháp khoa học của loài này chưa được làm sáng tỏ. 